# Francesco da Rimini
Pour les articles homonymes, voir Rimini (homonymie).

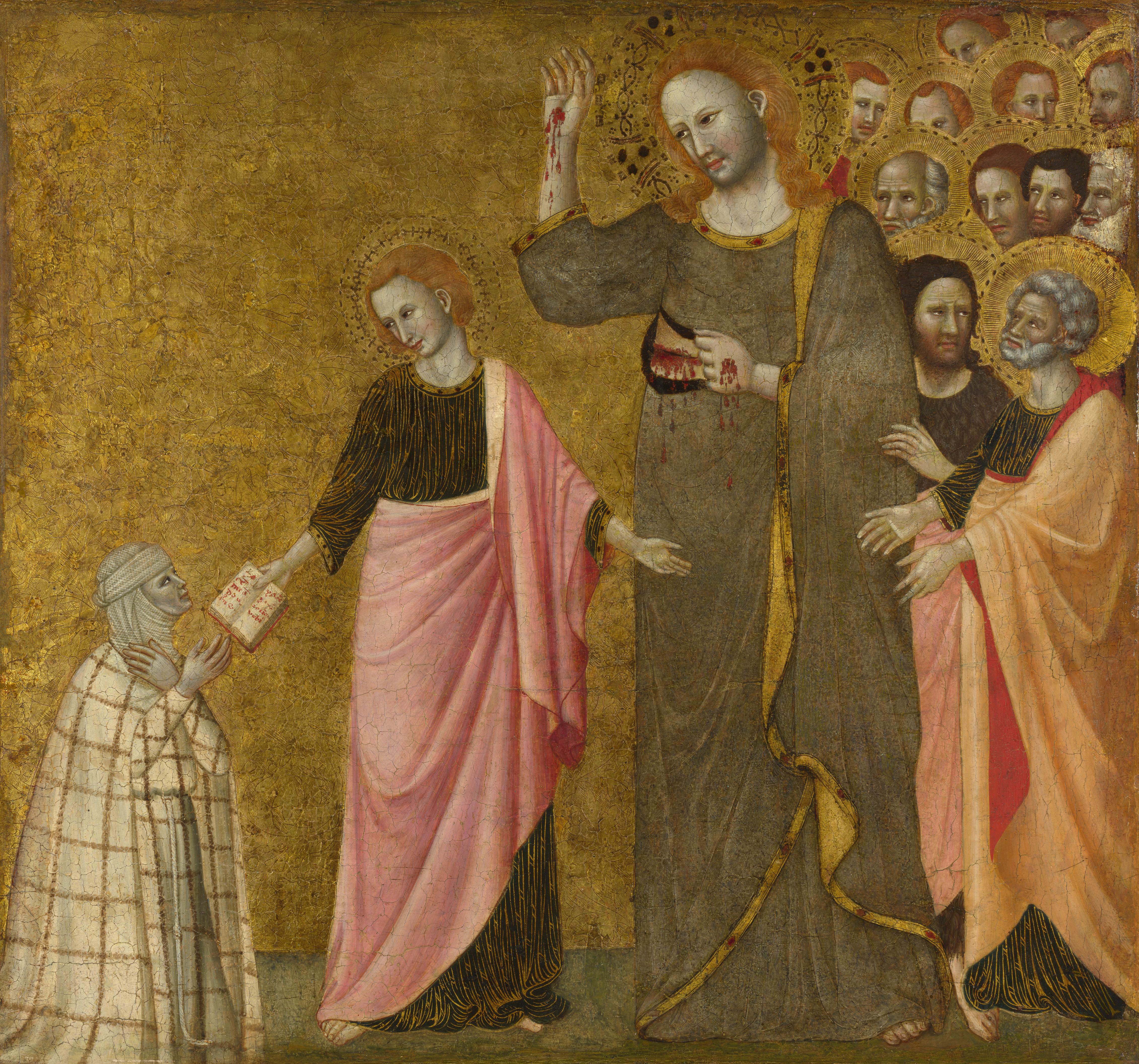
La Vision de la bienheureuse Claire de Rimini, Londres, National Gallery.

Francesco da Rimini, aussi connu comme le Maître de la bienheureuse Claire, est un peintre italien de l'école de Rimini mort en 1348. De style giottesque, il a été actif à Bologne dans la première moitié du XIVe siècle.

## Œuvres

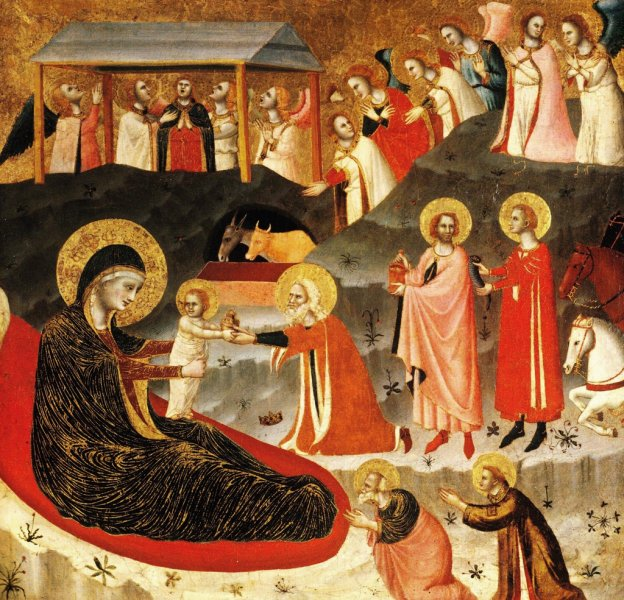
L'Adoration des mages, Miami, Lowe Art Museum.

Les seules œuvres signées de Francesco da Rimini sont un ensemble de fresques (Pinacothèque nationale de Bologne). 
- Deux panneaux issus d'un même autel lui ont été attribués pour des raisons stylistiques[2] :
  - La Vision de la bienheureuse Claire de Rimini, Londres, National Gallery ;
  - L'Adoration des mages, Miami, Lowe Art Museum (en).
- Crucifixion, Urbino, Galleria Nazionale delle Marche.

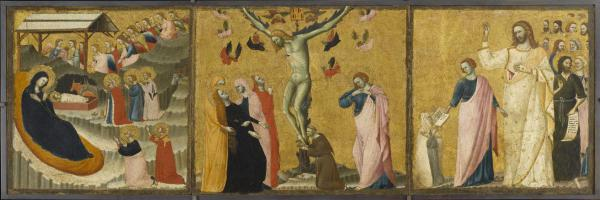
Triptyque : Adorazione dei magi - Crocifissione - Visione, Musée Fesch.

- Triptyque, Ajaccio, musée Fesch.